# المعتقلون السوريون في غوانتانامو
اعتقلت الولايات المتحدة أحد عشر
سوري في غوانتانامو. تم فتح معسكرات الاعتقال لأول مرة في 11 يناير 2002 في القاعدة البحرية في خليج غوانتانامو في كوبا. عدد المعتقلين الكلي في غوانتانامو هو 779 معتقل إداريًا خارج نطاق القضاء في معتقل غوانتانامو الأمريكي في كوبا منذ فتح معسكرات الاعتقال، وانخفص العدد إلى 160 تقريبًا في ديسمبر 2013.

## القائمة
| رقم الاعتقال | الاسم                                | تاريخ الاعتقال | تاريخ إطلاق السراح | ملاحظات                              |
| ------------ | ------------------------------------ | -------------- | ------------------ | ------------------------------------ |
| 307          | عبد الناصر محمد عبد القادر خانتوماني | 2002-02-11     | 2010-07-20         | نقل إلى الرأس الأخضر في يوليو 2010.  |
| 312          | محمد خان توماني                      | 2002-02-11     | 2009-08-28         | نقل إلى البرتغال في 2009.            |
| 317          | معمر بدوي دخان                       | 2002-02-12     | 2009-08-28         | نقل إلى البرتغال في 2009.            |
| 326          | أحمد عدنان أحجام                     | 2002-06-14     | 2014-12-07         | نقل إلى الأوروغواي في 7 ديسمبر 2014. |
| 327          | علي حسين محمد شعبان                  | 2002-06-14     | 2014-12-07         | نقل إلى الأوروغواي في 7 ديسمبر 2014. |
| 329          | عبد الهادي عمر محمود فرج             | 2002-06-08     | 2014-12-07         | نقل إلى الأوروغواي في 7 ديسمبر 2014. |
| 330          | معصوم عبده محمد                      | 2002-06-10     | 2010-05-04         | نقل إلى بلجيكا.                      |
| 489          | عبد الرحيم عبد الرزاق جانكو          | 2002-05-01     |                    | نقل إلى بلجيكا.                      |
| 537          | محمود سالم حوران محمد مطلق العلي     | 2010-09-16     |                    | نقل إلى ألمانيا.                     |
| 722          | جهاد أحمد مصطفى دياب (أبو وائل دياب) | 2002-08-05     | 2014-12-07         | نقل إلى الأوروغواي في 7 ديسمبر 2014. |
| 726          | منهل الهنالي                         | 2002-08-05     | 2004-03-31         |                                      |

## الزوجات
في عام 2008 ذكرت هيمون رايتس ووتش:
| «في 31 يوليو قام جهاز أمن الدولة السوري باعتقال يسرا الحسين - زوجة جهاد دياب المعتقل في غوانتانامو - من منزلها.» |

## وصلات خارجية
- أحمد عدنان أحجام، معتقل غوانتانامو، ويكيليكس
- علي حسين محمد شعبان، معتقل غوانتانامو، ويكيليكس
- عبد الهادي عمر محمود فرج، معتقل غوانتانامو، ويكيليكس
- جهاد أحمد مصطفى دياب (أبو وائل دياب)، معتقل غوانتانامو، ويكيليكس